# Haley Pullos
Haley Alexis Pullos (Palo Alto, 10 luglio 1998) è un'attrice statunitense.
Nota principalmente per il ruolo di Molly Lansing-Davis in General Hospital. 

## Biografia
Haley Pullos comincia a recitare all'età di otto anni. Nel 2009, ottiene il ruolo ricorrente di Molly Lansing-Davis nella soap opera General Hospital fino al 2023 quando viene coinvolta in un incidente automobilistico.

## Incidente automobilistico e successivo arresto per guida in stato di ebbrezza
Nel 2023 viene coinvolta in un incidente stradale venendo in seguito arrestata a Pasadena, in California, per sospetto di guida in stato di ebbrezza venendo in seguito accusata di guida in stato di ebbrezza. Viene poi ricoverata in una struttura di riabilitazione a Malibu, in California. Nel giugno 2023, Pullos viene citata in giudizio dopo aver investito e ferito gravemente un altro conducente su un'autostrada di Pasadena. I rapporti della polizia sull'incidente hanno affermato che i vigili del fuoco hanno salvato Pullos dalla sua auto e l'hanno messa su un'ambulanza, dove ha colpito un pompiere che stava curando le sue ferite. La causa sostiene che Pullos era contemporaneamente ubriaca di marijuana e alcol quando si è scontrata con l'altro conducente. Successivamente gli ufficiali hanno trovato prodotti commestibili alla cannabis e mini-bottiglie di tequila nel veicolo di Pullos. In seguito è stata accusata di due capi d'imputazione per guida in stato di ebbrezza dal procuratore distrettuale della contea di Los Angeles. Il 29 luglio 2024, Pullos è stata condannata a 90 giorni di carcere oltre a svolgere 200 ore di servizi alla comunità, cinque anni di libertà vigilata e pagare oltre 8.000$ di risarcimento alla vittima dell'incidente.

## Filmografia

### Cinema
- Carney Tales, regia di Scott Smith – cortometraggio (2002) – non accreditato
- Dark House, regia di Darin Scott (2009)
- The Collector, regia di Marcus Dunstan (2009)
- Dead Air, regia di Corbin Bernsen (2009)
- Montana Amazon, regia di D.G. Brock (2012)
- Bellezza letale (Good Deed), regia di Craig Goldsmith (2018)

### Televisione
- Til Death - Per tutta la vita (Til Death) – serie TV, episodi 1x20-1x21-1x22 (2007) – non accreditato
- Moonlight – serie TV, episodio 1x04 (2007)
- Ghost Whisperer - Presenze (Ghost Whisperer) – serie TV, episodi 3x17-3x18 (2008)
- The Middleman – serie TV, episodio 1x02 (2008)
- The Cleaner – serie TV, episodio 1x03 (2008)
- Dollhouse – serie TV, episodi 1x01-1x02 (2009)
- General Hospital – serial TV, 163 puntate (2009-2023)
- Dr. House - Medical Division (House, M.D.) – serie TV, episodio 7x13 (2011)
- Growing Up Fisher - serie TV, episodio 1x02 (2014)
- Instant Mom - serie TV, 15 episodi (2013-2015)
- Mr. Student Body President - serie TV, 12 episodi (2016-2018)
- Scorpion - serie TV, episodio 4x14 (2018)
- The Mick - serie TV, episodio 2x16 (2018)
- Lifetime's Straigt A's to XXX - film TV, regia di Vanessa Parise (2017)
- Il mio principe di Natale (A Royal Christmas Ball) - film TV, regia di David DeCoteau (2017)
- The Expanding Universe of Ashley Garcia - serie TV, 6 episodi (2020)

## Riconoscimenti
- 2010 – Young Artist Awards
  - Best Performance in a TV Series – Recurring Young Actress (General Hospital)
- 2011 – Young Artist Awards
  - Best Performance in a Daytime TV Series – Young Actress 12 and Under (General Hospital)
- 2012 – Young Artist Awards
  - Best Performance in a Daytime TV Series – Young Actress (General Hospital)
  - Best Performance in a TV Series – Guest Starring Young Actress 11-13 (Dr. House - Medical Division)

## Doppiatrici italiane
Nelle versioni in italiano dei suoi film, Haley Pullos è stata doppiata da:
- Lucrezia Marricchi in Dr. House - Medical Division
- Chiara Bernabei in The Collector
- Veronica Cuscusa in Bellezza letale